# Portunion conformis
Portunion conformis is een pissebed uit de familie Entoniscidae. De wetenschappelijke naam van de soort is voor het eerst geldig gepubliceerd in 1956 door Muscatine.